# Oospila delacruzi
Oospila delacruzi là một loài bướm đêm trong họ Geometridae.